# Emil Horneman
 Ikke at forveksle med lægen Emil Hornemann.
Johan Ole Emil Horneman (født 13. maj 1809 i København, død 29. maj 1870 smst) var en dansk komponist og musikhandler. Han var søn af miniaturemaleren Christian Horneman og far til komponisten C.F.E. Horneman.
Horneman viste tidligt tegnetalent og begyndte at uddanne sig som kunstner, men afbrød efter sin faders ønske dette studium og bestemte sig for musikken. Han blev undervist af sin far og senere af Friedrich Kuhlau og opnåede hurtigt gode færdigheder i klaverspil.
I 1837 blev han ansat som klaverlærer ved Det kgl. Teater. I 1844 åbnede han en kunst- og musikhandel, som efter at være flyttet til Amagertorv, og efter at forretningsmanden Emil Erslev var indtrådt som kompagnon, hurtigt hævede sig til den førende i København. Samtidig udfoldede Horneman en omfangsrig virksomhed som komponist. I 1842 udgav han 12 Kapricer for Pianoforte (Op. 1), som blev rost af Robert Schumann i Neue Zeitschrift für Musik, og derefter skrev han en stor mængde mindre klavermusik for begyndere. I det hele taget er næsten al hans musik klaverstykker eller sange. 
I forbindelse med Treårskrigen mellem Danmark og Preussen, Østrig og de holstenske oprørere i 1848 præsterede Horneman det ene af sine stadig levende musikstykker nemlig "Dengang jeg drog af sted" (eller "Den tapre Landsoldat") til tekst af Peter Faber. Den blev i løbet af få dage en landeplage. I disse år skrev han sammen med forskellige forfattere en lang række sange, som nu mest er glemt, men som i tiden gjorde ham til den mest populære komponist. Den anden sang, som stadig er på alles læber, er "Højt fra træets grønne top", som også er til tekst af Peter Faber, og som oprindeligt var nogle vers skrevet til en privat juleaften i familien Faber. 
Musikhandelens blomstrede, og heldige opkøb af byggegrunde ved Frederiksberg Allé og Gammel Kongevej (hele Lykkesholms Allé er anlagt af ham) gjorde Horneman til en velstående mand, men formuen gik tabt ved hans uheldige deltagelse med Georg Carstensen i anlæggelsen af forlystelsesstedet Alhambra, og for at undgå fallit måtte han i 1859 sælge sin andel i musikhandelen. Sine sidste år tilbragte han som bestyrer af sin søns musikhandel og -forlag.
Hornemansgade i Komponistkvarteret på Østerbro er opkaldt efter ham.

## Værker
- 12 Kapricer for Pianoforte. Op. 1, 1842
- Dyrehavsreisen, musikalsk Spøg (for Pianoforte). Op. 2.
- (12) musikalske Skizzer for Pianoforte uden Over og Undersætning ... Op. 3. 1845.
- Nordisk Studentermöde i Kjöbenhavn 1845. Divertissement. Op. 4. 1846.
- Femtonige Smaastykker for de første Begyndere (for Klaver). Op. 7. Hf. 1-2.
- Sex Nordiske Sange uden Text for Pianoforte ... med Mottoer af Chr. Winther. Op. 8. 1846.
- Opmuntring for Börn. 6 Melodier med Variationer for Pianoforte ... til Brug ved Underviisningen og Clara Hartmann tilegnede. Op. 9. 1847.
- Sex Melodier med Instructive Variationer for Pianoforte ... Op. 10. 1847.
- Hymne Russe de Lwolf variée. Op. 11. 1848.
- Den sidste Aften. Romance-Cyclus af P. Faber comp. for Pianoforte ... Op. 14. 1848.
- Efter Slaget. Romance Cyclus af G. Siesbye comp. for Pianoforte... Op. 16. 1851.
- Tre lette Divertissements for Pianoforte. Op. 17. Nr. 1-3. 1854.
- Trois Improvisations pour le Piano. Op. 18. 1854.
- Vilde Roser, lette Smaastykker (for Pianoforte). Op. 40. 1866.
- Tolv Phantasie Dandse for Piano-Forte. 1835.
- Efterklang af Det Nordiske Studentermöde i Kjöbenhavn Juni 1845. 1845.
- Casino-Polka for Pianoforte ... Agent Georg Carstensen venskabeligst tilegnet. 1846.
- Dannebrog. Marsch for Pianoforte. 1848
- Sangerne. Romance-Epilog af P. Faber (Gesang mit Klavier). 1848.
- "Dengang jeg drog af sted". 1848
- "Højt fra træets grønne top". 1848
- Seiers Marsch for Pianoforte ... de danske Krigere tilegnet. 1849.
- Baldrømme. Vals (for Piano). 1850.
- "Marguerite". "Rigolette". 2 Polka Mazurkas pour le Piano. 1850.
- "Sömands Polka". 1851.
- "Betty Galop". 1852.
- "Josephine Polka Mazurka". 1852.
- "Farinelli". Divertissement for Pianoforte. 1855.
- "Danmark". Fantaisie for Pianoforte ... H.M. Kong Frederik den VII ... tilegnet. 1865.
- "Garibaldi Marsch-Vals" ... for Pianoforte. 1865.
- "Velkomstsang". Musikalske Mindeblade i Anledning af ... Kronprinds Frederik og Kronprindsesse Lovisa's Formæling. 1869.
- 4 burleske Polkaer. 1870.
- Hjemlige Toner. Divertissement over danske Folkemelodier for Pianoforte. 1870.
- "Brudevals" (for Piano).
- "Bryllupsmarsch" (for Piano).
- "Das Irrlicht"
- "Fra Havdybet". Karakterstykke med indledende Vers af H.C.Andersen..
- "Havdybet". (Meerestiefe). Klaverstykke.
- "Kongernes konge"
- Miniaturbilleder. 9 Etuder for smaa Hænder.
- Sange for Börn af William Faber.
- Soldaterløjer